# Minucius Félix
Œuvres principales
Octavius
Marcus Minucius Félix est un écrivain du IIe ou du IIIe siècle, né païen, à Thiava en Numidie pas loin de Thagaste (actuelle Algérie).
Il s'est établi à Rome et s'est converti au christianisme. Il est Père de l'Église. 
Il est mort en 250, à Rome.

## Biographie
D'origine berbère, il se convertit au christianisme à la fin de sa vie. Il est avocat à Rome sous l'empereur Septime Sévère et s'adresse dans ses écrits à des paiens lettrés. Minucius Félix est classé parmi les Pères de l'Église.
Il est l'auteur de l'Octavius, dialogue philosophique en 41 chapitres sous forme de dialogue entre Octave défenseur de la foi chrétienne et son adversaire Caecilius. Il y montre que la foi chrétienne peut se concilier avec la culture traditionnelle, notamment avec la philosophie : les grands philosophes ont été comme les précurseurs de la doctrine chrétienne et ont approché de la vérité sans y parvenir pleinement. 
Cet ouvrage ne mentionne pas le nom du Christ mais est indéniablement chrétien. C'est un texte de haute tenue littéraire et philosophique, mais peu original sur le plan dogmatique. Il constitue à maints égards une réfutation de l'ouvrage du philosophe païen Celse, Discours véritable, parfois appelé Discours contre les chrétiens (que l'on date de 178).
L'Octavius inspirera, plus d'un millénaire plus tard, une démarche analogue de Louis Laneau, évêque de la Société des Missions étrangères de Paris et auteur d'une Rencontre avec un Sage Bouddhiste où le christianisme est présenté, sur le même mode implicite, comme la vraie sagesse - dans les catégories du bouddhisme.

## Œuvres
- Octavius, édi. et trad. Jean Beaujeu, Les Belles Lettres, 1974.
- Octavius (début IIIe siècle), trad. du latin Vincent Zarini : Premiers écrits chrétiens, Gallimard, coll. "La Pléiade", 2016, p. 919-968.